# Chickahominy River

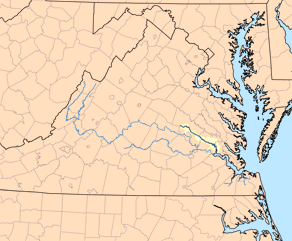
Rzeka Chickahominy na mapie Wirginii

Chickahominy River – rzeka długości 140 km we wschodniej części stanu Wirginia w USA. Rzeka, stanowiąca wschodnią granicę hrabstwa Charles City, ma swe źródła 24 km na północny zachód od Richmond, skąd płynie na południowy wschód i południe, by ujść do rzeki James. Nazwę swą zawdzięcza indiańskiemu plemieniu Chickahominy zamieszkującemu te tereny przed zaanektowaniem ich przez angielskich kolonistów w roku 1607. Potomkowie tych Indian mieszkają po dziś dzień w Charles City. 
W latach wojny secesyjnej (1861-1865) górne odcinki rzeki stanowiły główną przeszkodę dla Armii Unii generała George'a McClellana podczas kampanii półwyspowej, a zwłaszcza nieudanej próby zdobycia w roku 1862 Richmondu, konfederackiej stolicy. Łagodna, wąska i dość łatwa do przekroczenia w okresie suszy, po obfitych opadach deszczu wylewa na szerokość półtora kilometra tworząc rozległe bagna. Chickahominy była właśnie w takim stanie i stawała na drodze Armii Unii w newralgicznych momentach mimo nieustannych wysiłków budowy i utrzymania mostów przez Korpus Inżynieryjny Armii Stanów Zjednoczonych. W okolicy toczyły się także starcia zbrojne roku 1864. 
W obecnych czasach dolny bieg Chickahominy River stanowi główne źródło wody pitnej dla półwyspu wirginijskiego, jest także popularnym wśród motorowodniaków i wędkarzy miejscem wypoczynku, zwłaszcza w okolicach zapory Walkera i jeziora Chickahominy.